# Торит (місто)
Торит (англ. Torit) — місто у Південному Судані, адміністративний центр штату Східна Екваторія.

## Клімат
Місто знаходиться у зоні, котра характеризується кліматом тропічних саван. Найтепліший місяць — березень із середньою температурою 27.2 °C (81 °F). Найхолодніший місяць — липень, із середньою температурою 23.9 °С (75 °F).
| Клімат Торита           | Клімат Торита | Клімат Торита | Клімат Торита | Клімат Торита | Клімат Торита | Клімат Торита | Клімат Торита | Клімат Торита | Клімат Торита | Клімат Торита | Клімат Торита | Клімат Торита | Клімат Торита |
| Показник                | Січ.          | Лют.          | Бер.          | Квіт.         | Трав.         | Черв.         | Лип.          | Серп.         | Вер.          | Жовт.         | Лист.         | Груд.         | Рік           |
| Середня температура, °C | 26            | 27            | 27,2          | 26,4          | 25,5          | 24,6          | 23,9          | 24            | 24,7          | 25,2          | 25,3          | 25,3          | 25,4          |
| Норма опадів, мм        | 8.6           | 16            | 44.2          | 89.6          | 115.4         | 112.3         | 133.2         | 135.7         | 110.7         | 90.4          | 52.2          | 13.9          | 922.2         |
| Днів з опадами          | 2,6           | 4             | 7,9           | 11,6          | 12,8          | 10,5          | 12,4          | 12            | 10,3          | 10,8          | 8             | 3,2           | 106,1         |
| Вологість повітря, %    | 44.3          | 42.9          | 50.1          | 61.6          | 69.2          | 71.1          | 74.8          | 73.7          | 70.7          | 67.5          | 63.9          | 51.4          | 61.8          |
| ----------------------- | ------------- | ------------- | ------------- | ------------- | ------------- | ------------- | ------------- | ------------- | ------------- | ------------- | ------------- | ------------- | ------------- |
| Джерело: Weatherbase    |               |               |               |               |               |               |               |               |               |               |               |               |               |

## Транспорт
- У місті є аеропорт.